# Calendula arvensis
Calendula arvensis es una planta de la familia de las asteráceas denominada popularmente maravilla silvestre, tiene las mismas características y propiedades que Calendula officinalis diferenciándose en tener los capítulos florales más pequeños y menor número de lígulas.

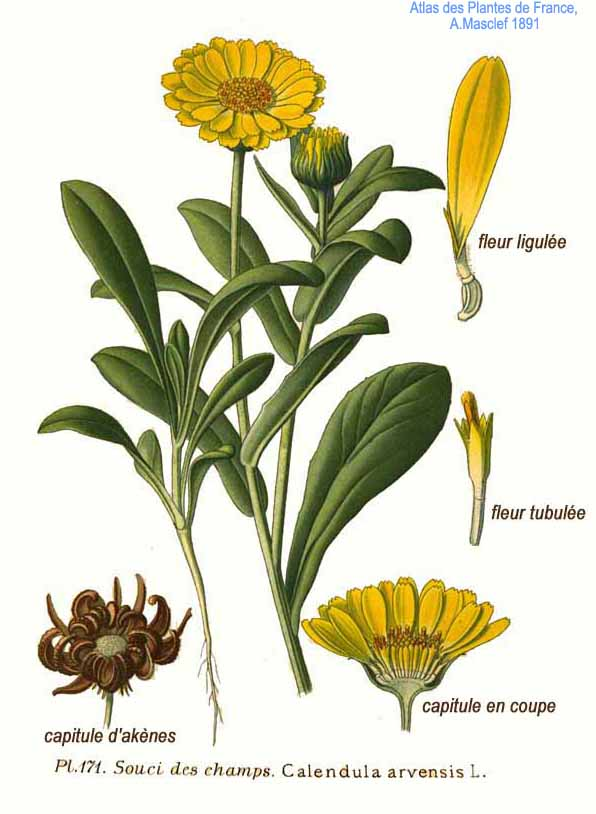
Ilustración

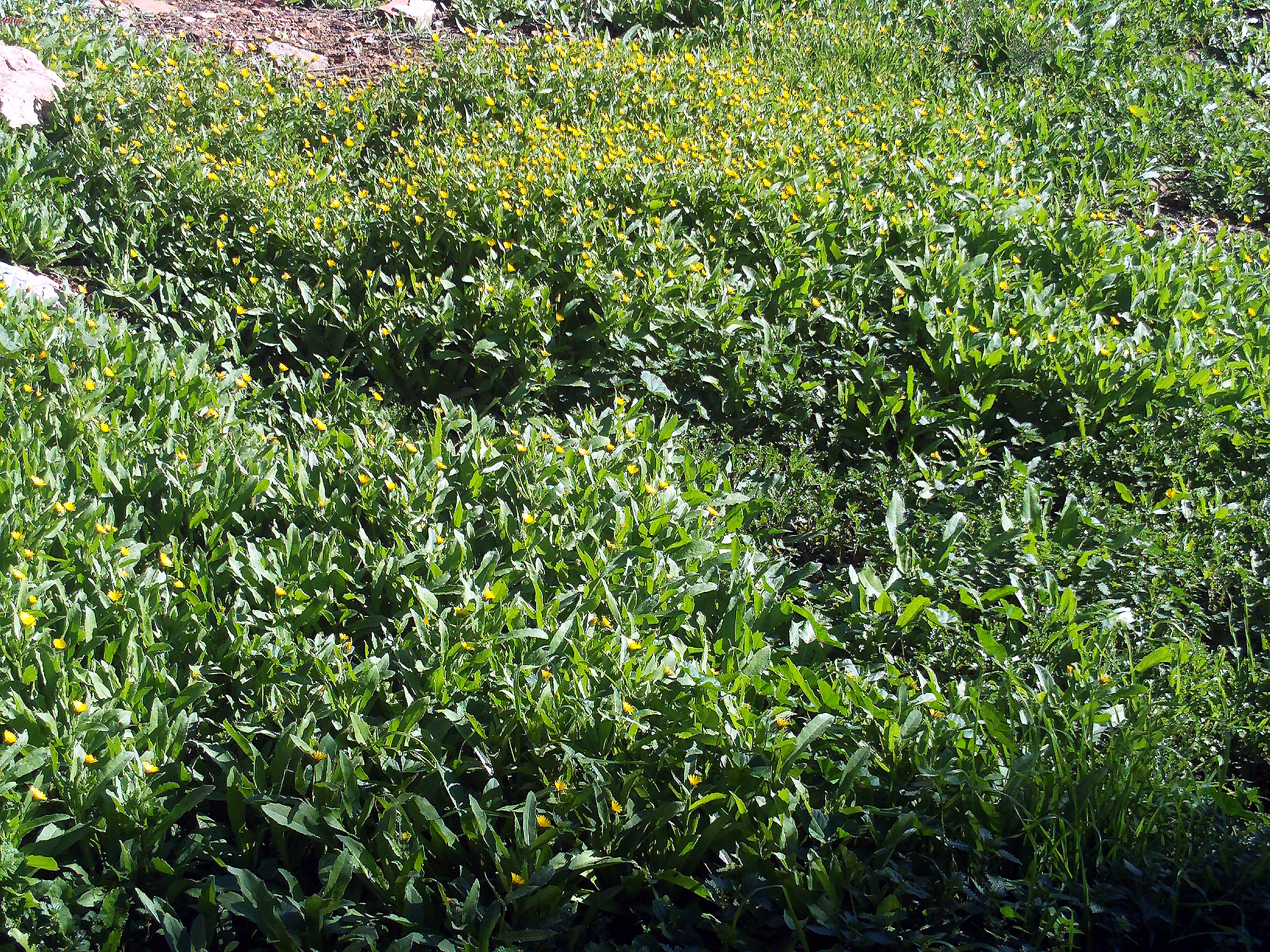
Hábitat

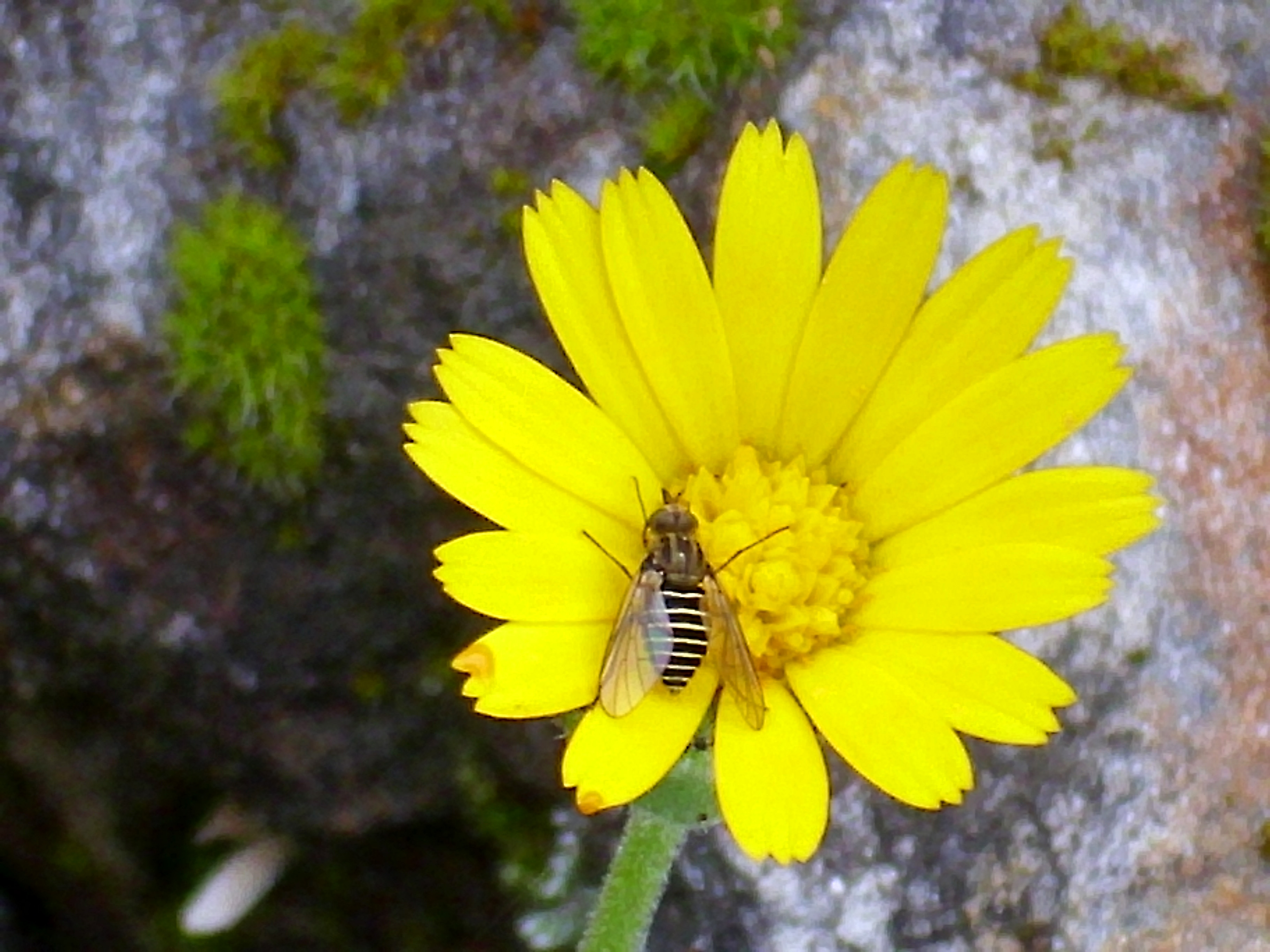
Detalle de la flor

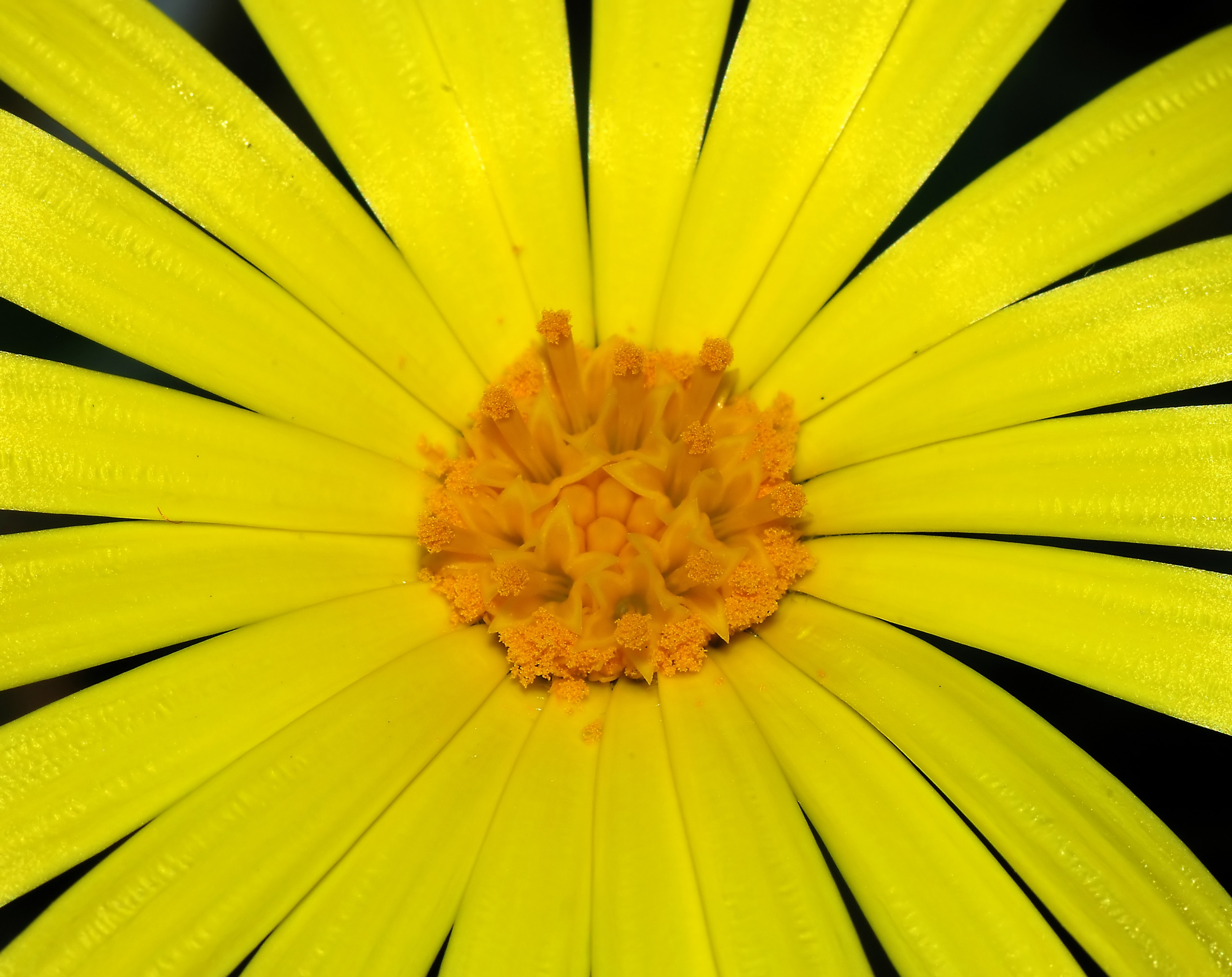
Flor

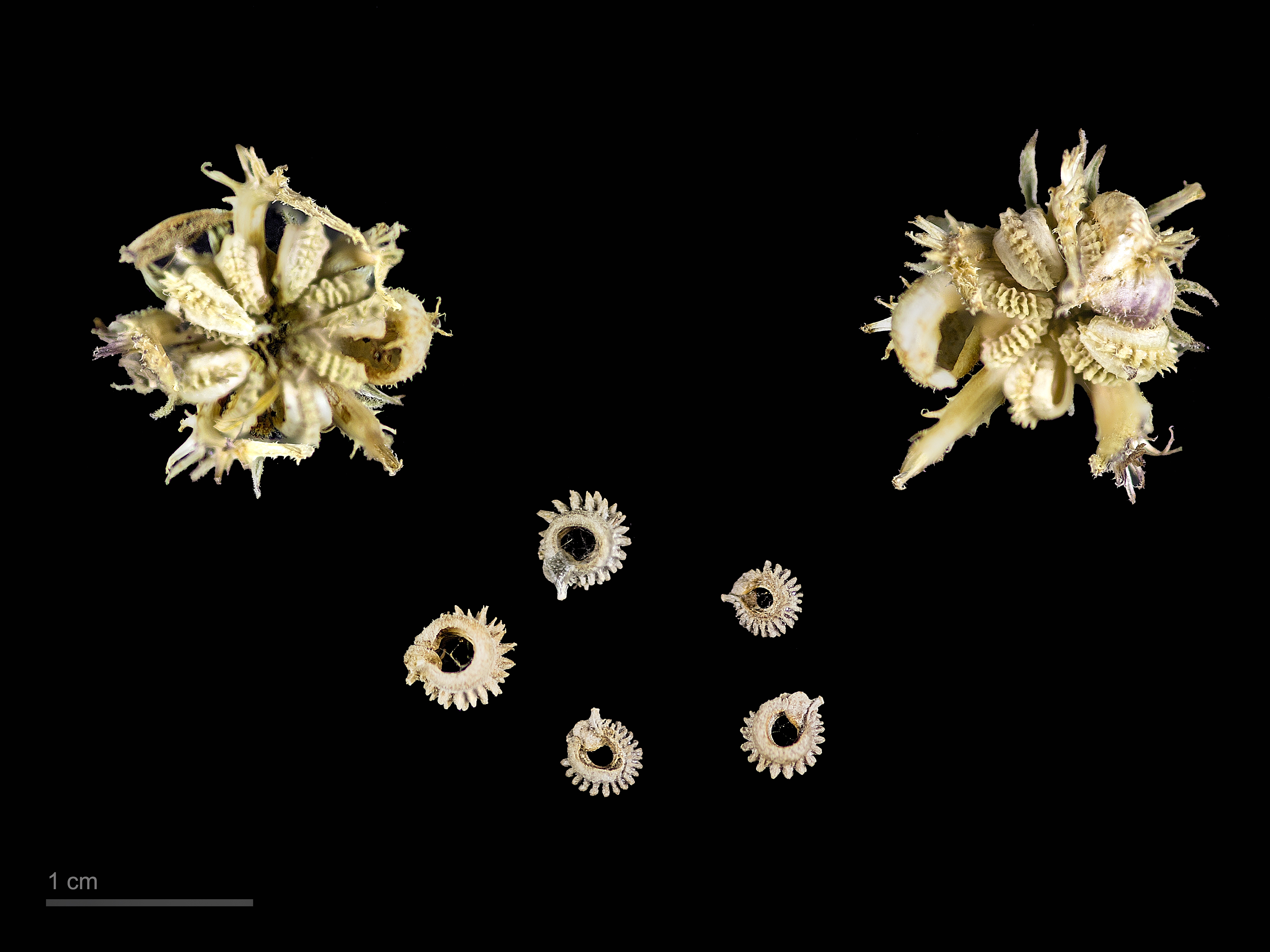
Calendula arvensis

## Descripción
Es una planta anual muy ramosa 5-25 cm, de hojas oblongas. Capítulos con flores liguladas anaranjadas o amarillas, más largas que las brácteas involucrales. Capítulos de fruto con hilera externa de aquenios incurvados picudos. Especie variable. Florece entre abril y octubre.

## Distribución geográfica  y hábitat
Habita en terrenos cultivados, viñedos y baldíos en el sur de Europa.
En cuanto a la distribución geográfica es una planta cosmopolita. En España se encuentra distribuida en todo el territorio, incluyendo la Comunidad Valenciana y las Islas Baleares.
En cuanto a su distribución,  se encuentra en los continentes africano, asiático y europeo.  En  África se encuentra en la Macaronesia, que incluye las islas Azores y Madeira de Portugal, las islas Canarias de España y países del norte del África como Argelia, Egipto, Libia, Marruecos y Túnez. En  Asia la encontramos en la zona occidental (Afganistán, Chipre, Irán, Irak, Israel, Jordania, Líbano y Siria), en el Cáucaso en (Azerbaiyán, Georgia y Armenia) y en la zona central (Turkmenistán). Finalmente, en Europa está localizada en Europa central (Alemania, Hungría y Suiza), Europa del Este (Moldavia y Ucrania), el Sudeste de Europa (Albania, Grecia, Italia, Rumania y Yugoslavia) y también al Sudoeste (Francia, Portugal y España).

## Toxicidad
Calendula arvensis figura en una lista negativa o sujeta a uso restringido en al menos un Estado de la Unión Europea, por contener sustancias en las flores cuya ingestión puede suponer un riesgo para la salud, si bien no hay suficientes pruebas al respecto.

## Taxonomía
Calendula arvensis fue descrita primero por Sébastien Vaillant como Caltha arvensis en Königl. Akad. Wiss. Paris Phys. Abh., 5, p. 558 en 1754 y atribuida al género Calendula por Carlos Linneo y publicado en Species Plantarum, Editio Secunda 2: 1303–1304 en 1763.
Etimología
Calendula: nombre genérico que podría derivar del término latino calendae, que significa "calendario", aludiendo a la fotoclinia de sus flores.
arvensis: epíteto latino que significa "de campos cultivados".
Sinonimia
| - Calendula aegyptiaca Desf. - Calendula aegyptiaca subsp. aegyptiaca Desf. - Calendula aegyptiaca var. ceratosperma (Viv.) Pamp. - Calendula aegyptiaca subsp. ceratosperma (Viv.) Murb. - Calendula aegyptiaca var. crista-galli (Viv.) Bég. & Vacc. - Calendula aegyptiaca var. exalata-longirostris Lanza - Calendula aegyptiaca var. hymenocarpa (DC.) Pamp. - Calendula aegyptiaca var. intermedia (Coss. & Kralik) Pamp. - Calendula aegyptiaca var. microcephala (Kral ex Rchb.) Boiss. - Calendula aegyptiaca var. 'platycarpa (Coss.) Batt. - Calendula aegyptiaca var. suberostris Boiss. - Calendula alata Rech.f. - Calendula bicolor Raf. - Calendula brachyglossa Rupr. ex Bull. - Calendula byzantina DC. - Calendula ceratosperma Viv. - Calendula crista-galli Viv. - Calendula echinata DC. - Calendula gracilis DC. - Calendula karakalensis Vassilcz. - Calendula macroptera Rouy - Calendula macroptera (Rouy) H. J. Cose - Calendula malacitana Boiss. & Reut. - Calendula malvaecarpa Pomel - Calendula micrantha Boiss. & Noë - Calendula micrantha Tineo & Guss. - Calendula parviflora Raf. - Calendula parviflora Boiss. - Calendula persica C.A.Mey. - Calendula persica subsp. gracilis (DC.) Holmboe - Calendula persica var. gracilis (DC.) Boiss. - Calendula platycarpa Coss. - Calendula platycarpa var. malvaecarpa (Pomel) Batt. - Calendula repanda Boiss. & Noë - Calendula sancta L. - Calendula sancta subsp. crista-galli (Viv.) Gallego & Talavera - Calendula sicula DC. - Calendula sinuata Boiss. & Gaill. - Calendula stellata var. hymenocarpa - Calendula stellata var. intermedia Coss. - Calendula subinermis Pomel - Calendula sublanata Rchb.f. - Calendula sylvestris Garsault - Calendula undulata J.Gay ex Gaudin - Caltha arvensis Vaill. - Caltha arvensis (L.) Moench - Caltha graveolens Gilib. |

## Nombres comunes
- Castellano: calendula silvestre, caléndula (8), caléndula de los campos, caléndula silvestre (4), claveles, cuidaito, flamenquilla, flor de cada mes (2), flor de cada mes, silvestre, flor de muerto (3), flor de muertos, flores de muerto campestres, gauche, hierba baquera, hierba de podador (2), hierba del podador (9), hierba lavamanos (3), hierba vaquera (2), madreoveja, magaza, maravilla (2), maravilla de los bosques, maravilla de los campos (2), maravilla silvestre (15), maravillas (2), maravillas del campo (2), maravillas silvestres, mercader encogido, mercadilla (2), mercadillas de campo, mercalilla del campo (2), mercalillas de campo, mercalillas del campo (2), pan y quesito, pata gallina, patica de gallo, patica gallina, tetilla de gallina (3), uña de gato, yerba del podador (4), yerba vacal, yerba vaquera, yerba-lavamanos. Entre paréntesis, la frecuencia registrada del vocablo en España.[6]